# Deva
|  | Per a altres significats, vegeu «riu Deva». |

Deva (pronunciació en romanès: [ˈDeva] (en hongarès: Déva, pronunciació hongaresa: [ˈdeːvɒ]; en alemany: Diemrich, Schlossberg, Denburg; en llatí: Sargetia; en turc: Deve, Devevar) és una ciutat de Romania, a la regió històrica de Transsilvània, a la riba esquerra del riu Mureș. És la capital del comtat de Hunedoara.

## Nom
El seu nom es va registrar per primera vegada el 1269 com a castrum Dewa. L'origen del nom va donar lloc a controvèrsies. Es considera que el nom prové de l'antiga Dàcia paraula dava, que significa "fortalesa" (com en Pelendava, Piroboridava o Zargidava). Altres teories remunten el nom a una legió romana, la Legió II Augusta, transferida a Deva des de Castrum Deva, avui Chester (Deva Victrix) a Gran Bretanya. János András Vistai suposa que el nom és d'origen turc antic a partir del nom Gyeücsa. Altres afirmen que el nom és probablement d'origen eslau, on Deva o Devín vol dir "nena" o "donzella". Existeix un cas similar en eslovac per al castell de Devín, situat a la confluència del Danubi i la Gran Morava, al lloc de l'antiga ciutat de Devín.
A més, és possible que el nom de Deva es derivi del reconstruït protoindoeuropeu dhewa ("assentament").
Als mapes medievals, Deva apareix com: Dewan (primera menció), Deva o, més tard, Diemrich.

## Història
Les proves documentals de l'existència de la ciutat van aparèixer per primera vegada el 1269 quan Stephen V, rei d'Hongria i duc de Transsilvània, va esmentar "el castell reial de Deva" en una concessió de privilegis per al comte Chyl de Kelling (romanès: comitele Chyl din Câlnic). Parcialment destruïda pels turcs otomans el 1550, es va reconstruir després i es va ampliar la fortalesa. El 1621 el príncep Gabriel Bethlen va transformar i ampliar el Palau Magna Curia (també conegut com el castell de Bethlen) en estil renaixentista.
El 1711-1712, Deva va ser establert per un grup de comerciants refugiats búlgars catòlics de la insurrecció anti-otomana de Chiprovtsi de 1688. Els refugiats eren originàriament de Chiprovtsi i Zhelezna, tot i que també de les veïnes Kopilovtsi i Klisura. No obstant això, els refugiats van arribar a Deva des de Valàquia i des d'Alvinc (actual Vinţu de Jos, Romania), on s'havia establert una colònia similar el 1700.
El 1716 van comptar 51 famílies i tres frares franciscans que havien establert el seu propi veïnat conegut pels locals com Greci ("grecs", és a dir "comerciants"). La seva influència sobre els assumptes locals va provocar que Deva fos anomenada oficialment "ciutat búlgara" durant un curt període, tot i que la població màxima de la colònia era de 71 famílies el 1721. Els búlgars van rebre privilegis reials de la corona austríaca juntament amb el seu permís per establir-se i la seva adquisició de terres i béns. La construcció del convent franciscà de Deva va començar el 1724 amb el finançament i els esforços de la seva població búlgara, de manera que el monestir era conegut comunament com a monestir búlgar. No obstant això, la Gran Pesta del 1738 i l'assimilació gradual dels búlgars Deva a altres ètnies de Transsilvània van impedir que la colònia creixés i a finals del segle xix l'element ètnic búlgar de la ciutat havia desaparegut completament.

### Història jueva

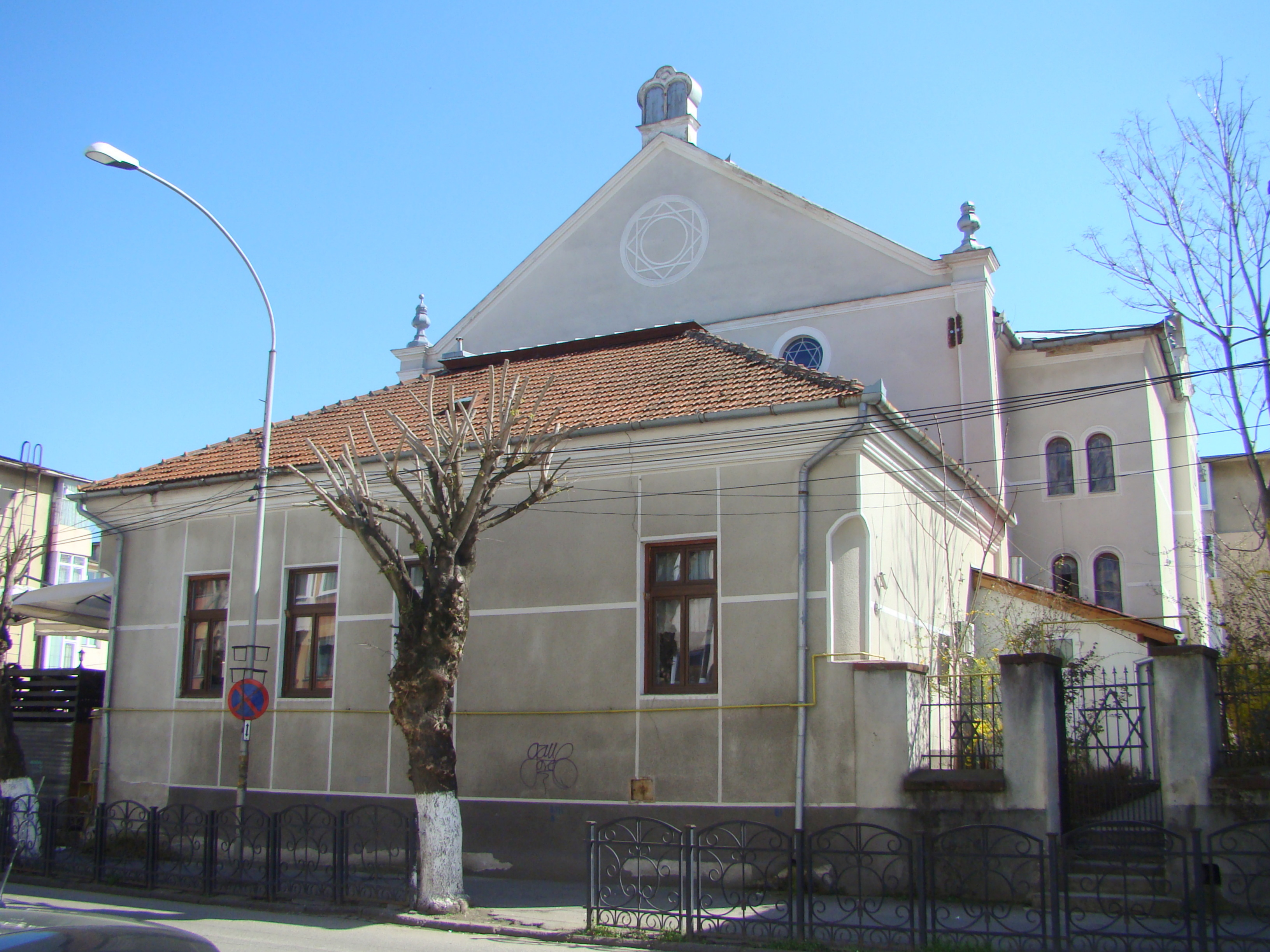
Sinagoga de la Deva

Els jueus es van establir per primera vegada a la ciutat a la dècada de 1830, organitzant una comunitat el 1848. El rabí Moshe Herzog (1893-1898) va pronunciar sermons patriòtics en hongarès. La sinagoga es va reconstruir el 1925. El 1923, els estrictament ortodoxos van establir la seva pròpia congregació sota Hayyim Yehuda Ehrenreich, un erudit rabínic el periòdic del qual Otzar ha-Hayyim es va fer famós en els cercles acadèmics jueus. El 1927 va crear una impremta que imprimia obres hebrees clàssiques.
Les organitzacions sionistes van ser especialment actives a mitjan anys vint. El 1930, hi havia 914 jueus, un 8,7% del total. El 5 de desembre de 1940, durant l'Estat Legionari Nacional, els comerciants jueus es van veure obligats a cedir les seves botigues als membres de la Guàrdia de Ferro governant. El juny de 1941, quan Romania va entrar a la Segona Guerra Mundial, 695 refugiats jueus de pobles del voltant van ser portats a Deva. Després de la guerra, molts van romandre allà. El 1947 hi havia 1190 jueus; la majoria va emigrar a Israel després del 1948.

## Geografia
Deva està situat a la part central del comtat de Hunedoara, a la riba esquerra del curs mitjà del riu Mureș a 187 m sobre el nivell del mar. La ciutat administra quatre pobles: Archia (Árki), Bârcea Mică (Kisbarcsa), Cristur (Csernakeresztúr) i Sântuhalm (Szántóhalma).

## Demografia
El 1850, la ciutat tenia 2.129 habitants, dels quals 1.038 eren romanesos, 517 hongaresos, 255 alemanys, 216 gitanos i 103 d'altres ètnies, mentre que el 1910, de 8.654 habitants, 5.827 eren hongaresos (67,33%), 2.417 romanesos (27,92%), 276 alemanys (3,18%) i 134 (1,57%) d'altres ètnies.
Segons el darrer cens, a partir del 2011, hi havia 56.647 persones vivint a la ciutat de Deva, cosa que la converteix en la 37a ciutat més gran de Romania. La composició ètnica és la següent:
- Romanesos: 89,67%
- Hongaresos: 7,79%
- Gitanos: 1,6%
- Altres: 0,91%

## Economia
Les indústries de l'automoció, el comerç, els materials de construcció i l'energia són importants per a l'economia de Deva.

## Educació
El 1990 es va establir a la ciutat una universitat privada d'ecologia i turisme i els centres acadèmics de Timișoara i Cluj-Napoca han obert oficines a la ciutat. Deva és també la llar del centre nacional d'entrenament de gimnàstica femenina de Romania anomenat Colegiul National Sportiv "Cetatea" Deva. Aquestes són algunes de les institucions educatives de Deva:
- Escola Nacional de Decebal
- Batxillerat teòric de Traian
- Institut Teòric Sabin Drăgoi
- Colegiul Național Sportiv "Cetatea"
- Escola Superior d'Arts Sigismund Toduță
- Institut Teòric Téglás Gábor
- Col·legi Tècnic de Transsilvània
- Escola Tècnica Superior Grigore Moisil
- Col·legi Tècnic Dragomir Hurmuzescu

## Fills il·lustres
- François Bréda
- María Corda
- Matthias Dévay
- Florentina Iusco
- Kocsárd Janky
- Bogdan Juratoni
- Maria Neculiță
- Dora Pavel
- Pál Réthy
- Daniela Silivaș
- Adrian Sitaru

## Clima
Deva té un clima continental humit (Koppen: Dfb) amb estius càlids i hiverns freds. Les precipitacions són màximes al mes de juny.

## Turisme i esport
Deva està dominada pel turó de la Ciutadella, una reserva natural protegida a causa de les seves rares espècies florals i de la presència del vipí cornut. A la part alta del turó hi ha les ruïnes de la Ciutadella construïdes al segle xiii. Els turistes poden visitar la Ciutadella pujant al turó o utilitzant el telefèric. La maquinària cobreix una distància de 160 metres i pot transportar fins a 16 persones.
Les atraccions turístiques de Deva inclouen el Teatre de les Arts, el Cinema Patria, el Centre Vell i el Parc de la Ciutadella, on hi ha les estàtues de Mihai Eminescu i Decebal i el Palau Magna Curia. També hi ha el complex Aqualand, un centre de lleure de recent construcció situat a prop del parc de la ciutadella. És un lloc turístic important per a la regió de Transsilvània. El centre de la ciutat, la casa de la cultura i la font musical representen dos elements que defineixen el centre de Deva.
Deva és considerada la capital de la gimnàstica de Romania perquè el centre nacional d'entrenament de gimnàstica es troba a la ciutat. Moltes de les gimnastes olímpiques del país s'han entrenat a Deva, també la Nadia Comăneci.

## Ciutats germanes
- Arras, França
- Cherbourg-Octeville, França
- Szigetvár, Hongria
- Yancheng, Xina

## Galeria de fotos

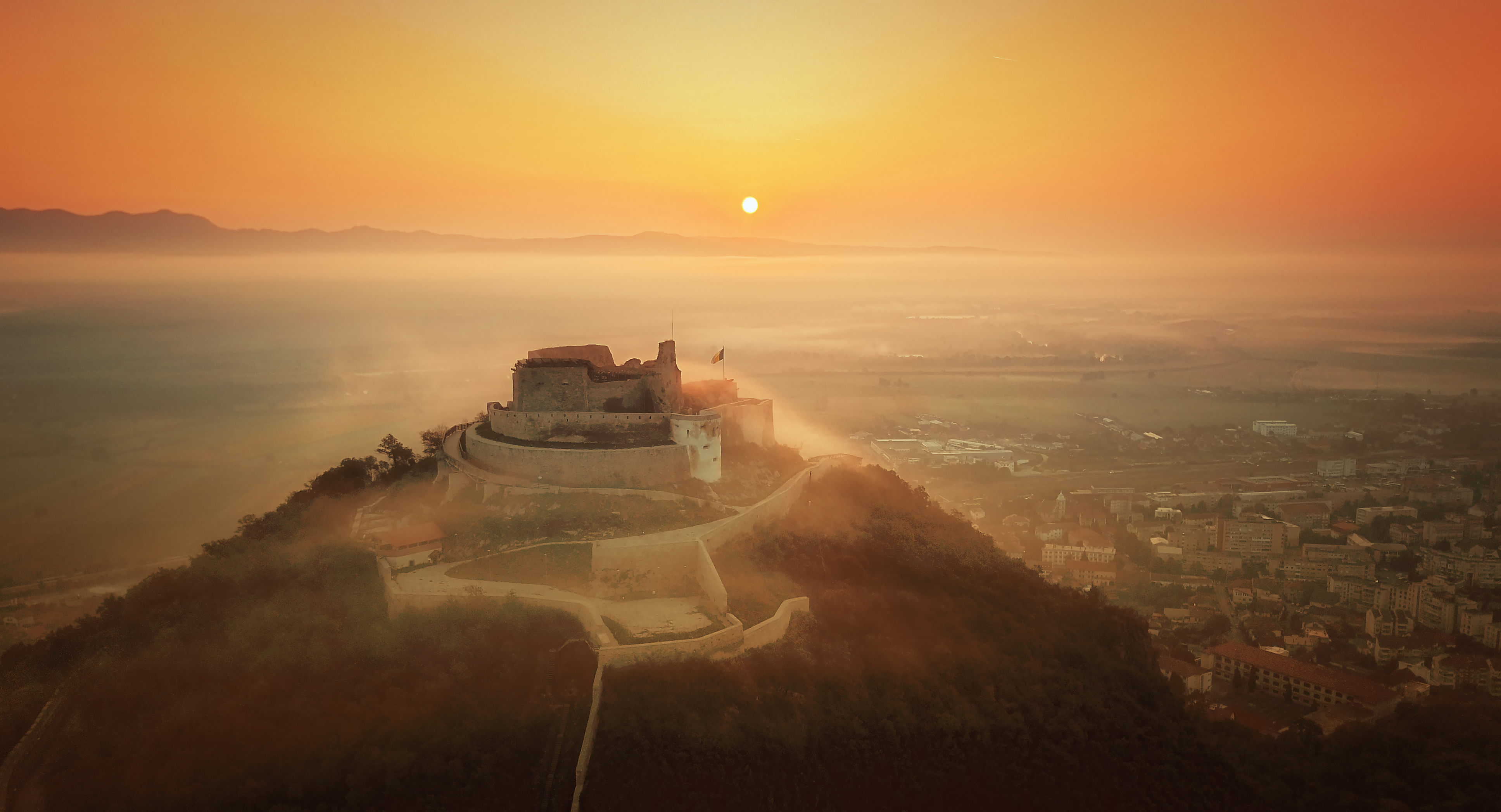
Ciutadella de la Deva
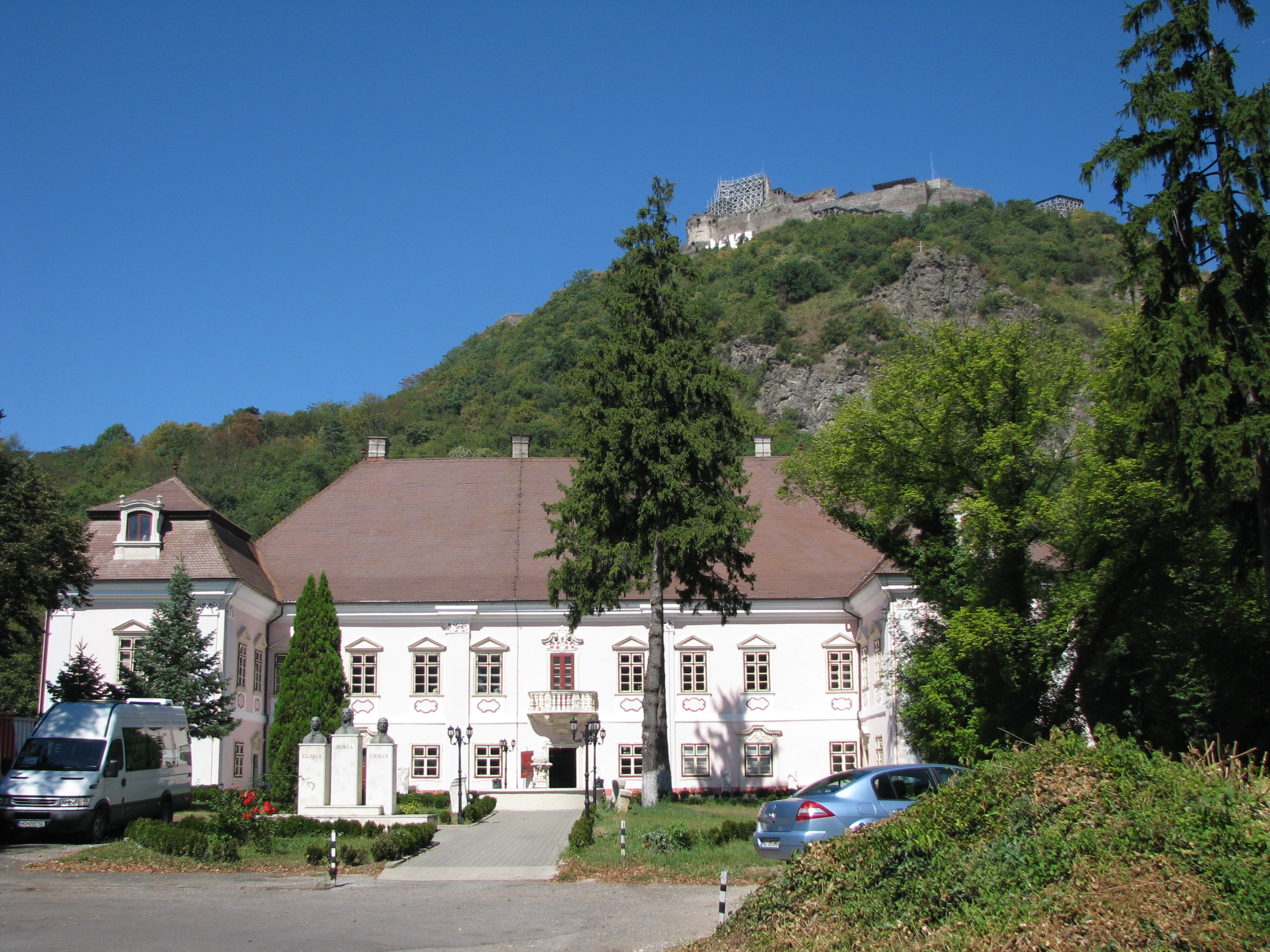
Magna Cúria
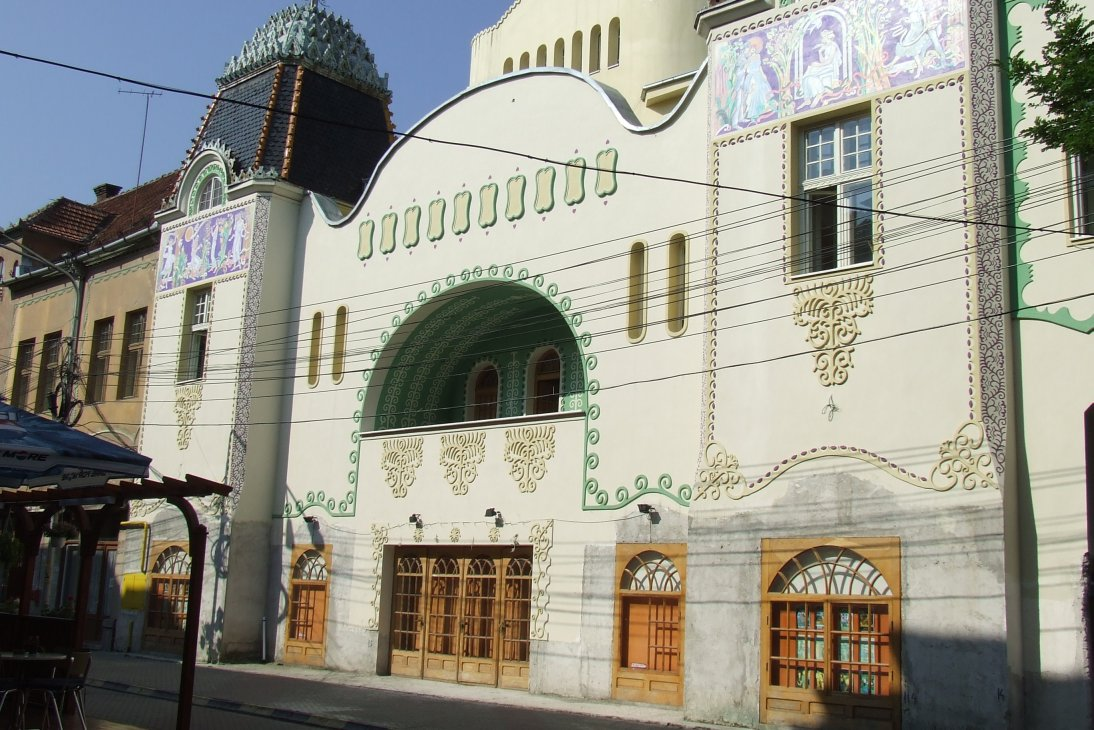
Teatre d'Art
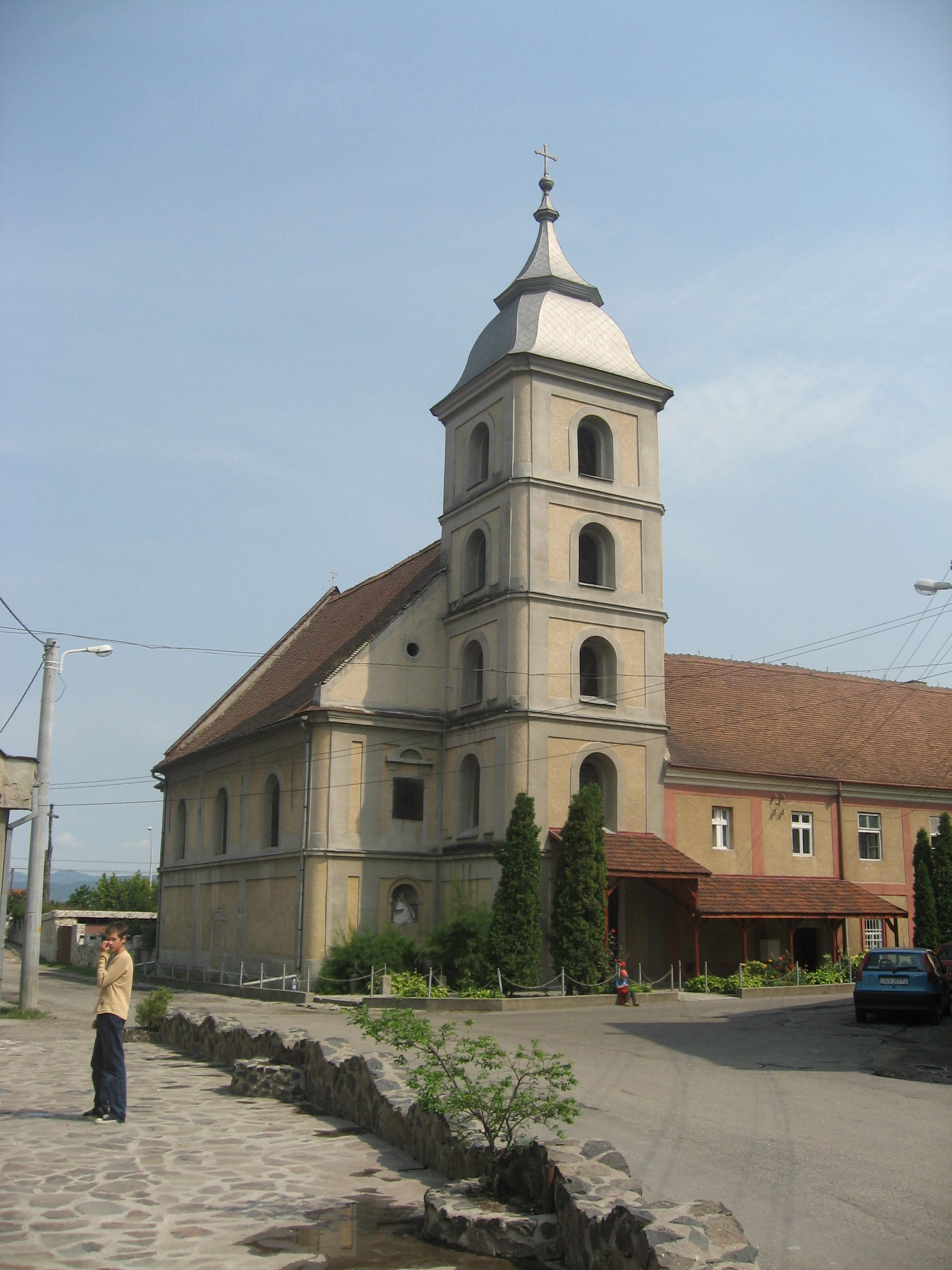
Església del monestir franciscà, fundada per una colònia búlgara el 1724
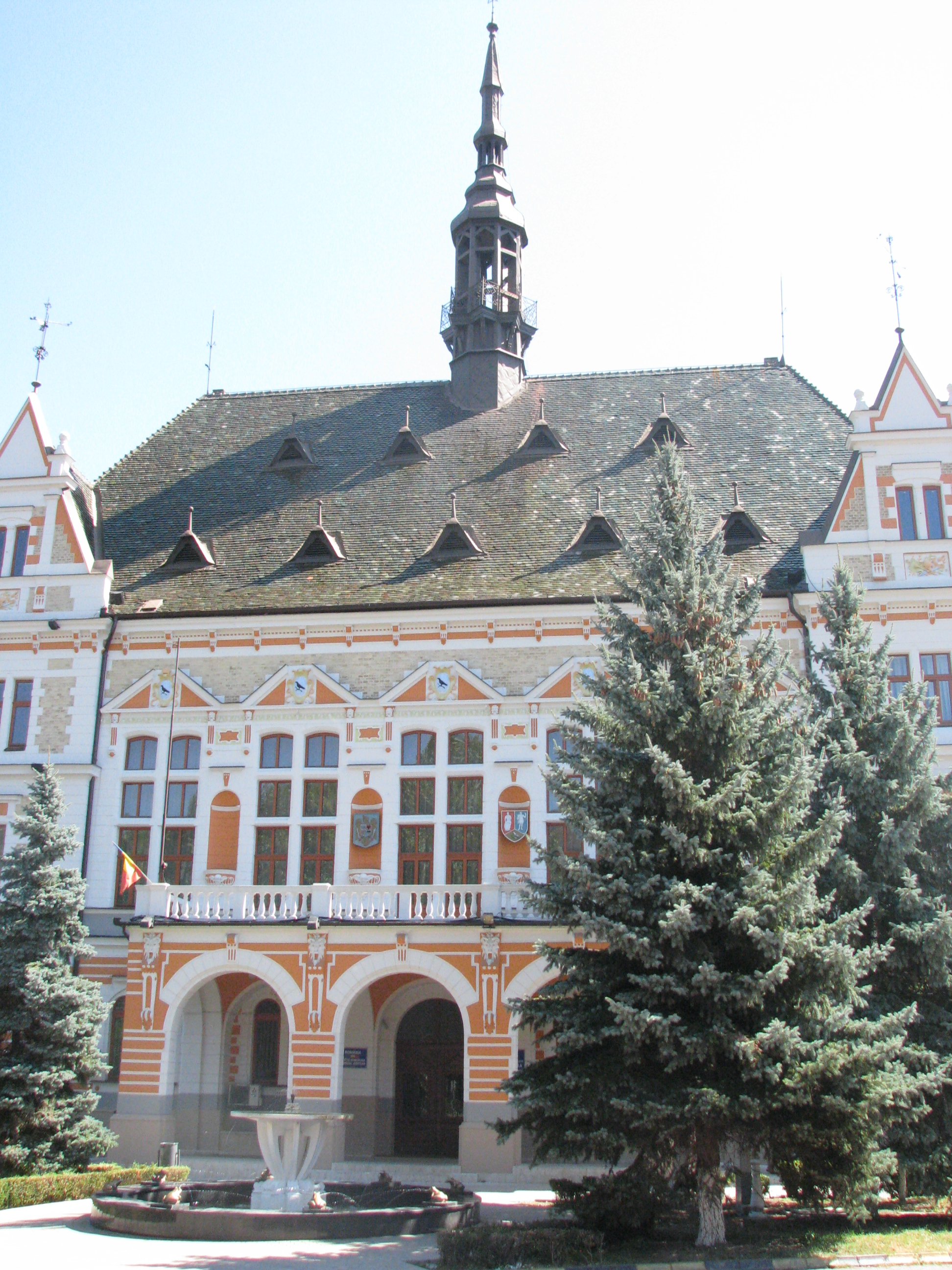
Prefectura del comtat de Hunedoara